# 311 (musikgrupp)

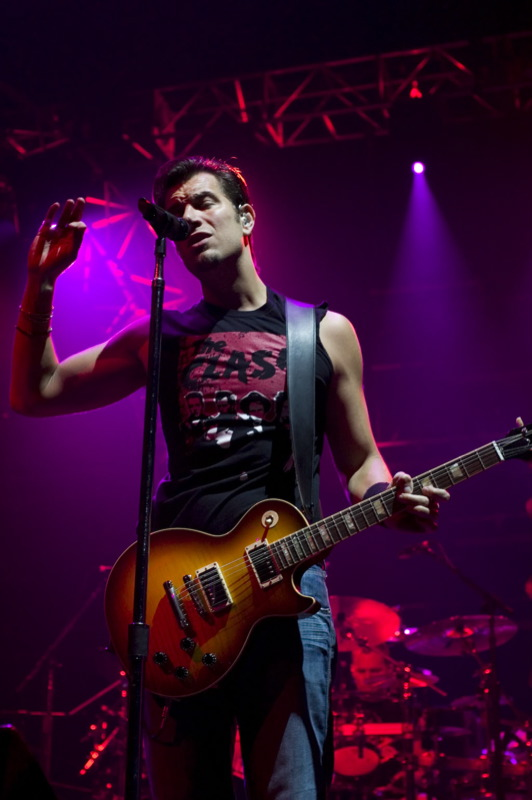
Nick Hexum 311.

311 (uttalas: three eleven) är ett amerikanskt punkrockband från Omaha, Nebraska (USA), som bildades 1988. De håller en konsert den 11 mars (skrivs 3-11 i USA) varje år, som oftast varar 3 timmar och 11 minuter.

## Medlemmar
Nuvarande medlemmar
- Nick Hexum – sång, gitarr, programmering (1988– )
- Aaron "P-Nut" Wills – basgitarr (1988– )
- Chad Sexton – trummor, percussion, programmering (1988– )
- Tim Mahoney – sologitarr (1991– )
- Douglas Vincent "SA" Martinez – sång, turntables, DJ (1992– )

Tidigare medlemmar
- Jim "Jimi" Watson – gitarr (1990–1991)

## Diskografi
Studioalbum
- Dammit! (1990)
- Unity (1991)
- Music (1993)
- Grassroots (1994)
- 311 (1995)
- Transistor (1997)
- Soundsystem (1999)
- From Chaos (2001)
- Evolver (2003)
- Don't Tread on Me (2005)
- Uplifter (2009)
- Universal Pulse (2011)
- Stereolithic (2014)
- Mosaic (2017)
- Voyager (2019)

Livealbum
- Live (1998)
- 311 with the Unity Orchestra (2014)

Samlingsalbum
- Omaha Sessions (1998)
- Flavors - American Singles (2000)
- Greatest Hits '93-'03 (2004)
- Playlist: The Very Best of 311 (2010)
- 311 ARCHIVE (2015)
- The Essential 311 (2016)

EP
- Hydroponic (1992)
- Enlarged to Show Detail (1996)
- Enlarged to Show Detail 2 (2001)

Singlar (topp 10 på Billboard Alternative Songs)
- "Down" (1996) (#1)
- "All Mixed Up" (1996) (#4)
- "Come Original" (1999) (#6)
- "You Wouldn't Believe" (2001) (#7)
- "Creatures (For a While)" (2003) (#3)
- "Love Song" (2004) (#1)
- "Don't Tread on Me" (2005) (#2)
- "Hey You" (2009) (#3)
- "Sunset in July" (2011) (#7)